# Cantabrië
Cantabrië (Spaans: Cantabria) is een autonome regio en provincie in het noorden van Spanje. De regio ligt aan de Cantabrische Zee, ten oosten van Asturië, ten westen van de Baskische provincie Biskaje (Vizcaya) en ten noorden van Castilië en León. De hoofdstad van Cantabrië is Santander.
De oppervlakte van de regio beslaat 5321 km². De provincie telde 584.708 inwoners in 2021, verdeeld over 102 gemeenten. Er waren in 2004 33 gemeenten met minder dan 1000 inwoners, en 59 gemeenten met een inwonertal tussen 1000 en 10.000 inwoners. Slechts een gemeente telde meer dan 100.000 inwoners.
Vanwege relatief veel regenval is de regio zeer groen. Er is veel grasland waarop veeteelt bedreven wordt. Uit melk wordt er onder andere kaas en boter geproduceerd.
In het gebergte van de regio is de Pico de tres Mares (piek van de drie zeeën) bijzonder, omdat er drie rivieren gevoed worden: de Duero, Nansa en Ebro. Ze monden uit in respectievelijk de Atlantische Oceaan, Golf van Biskaje en Middellandse Zee.
De taalvariant van het Asturisch die hier gesproken wordt, heet montañés.
Cantabrië ligt in de landstreek Castilië.

## Geschiedenis

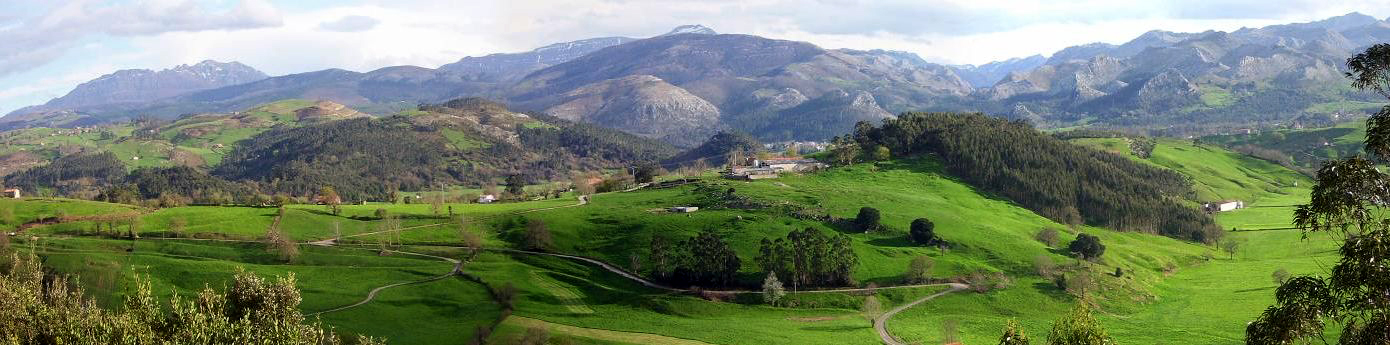
Santa Marina.

Opgravingen en ontdekkingen als de grot van Altamira met zijn wereldberoemde rotsschilderingen tonen aan dat al in de prehistorie mensen in Cantabrië leefden. Tot in de Romeinse tijd woonden er Cantabri, naar wie het gebied vernoemd is. Sindsdien werd Cantabrië overheerst door de Romeinen en de Visigoten. Enige tijd is Cantabrië onderdeel geweest van Castilië en León.
De regio heeft, als een van de weinige in Spanje, nooit onder Arabisch/islamitisch bestuur gestaan.

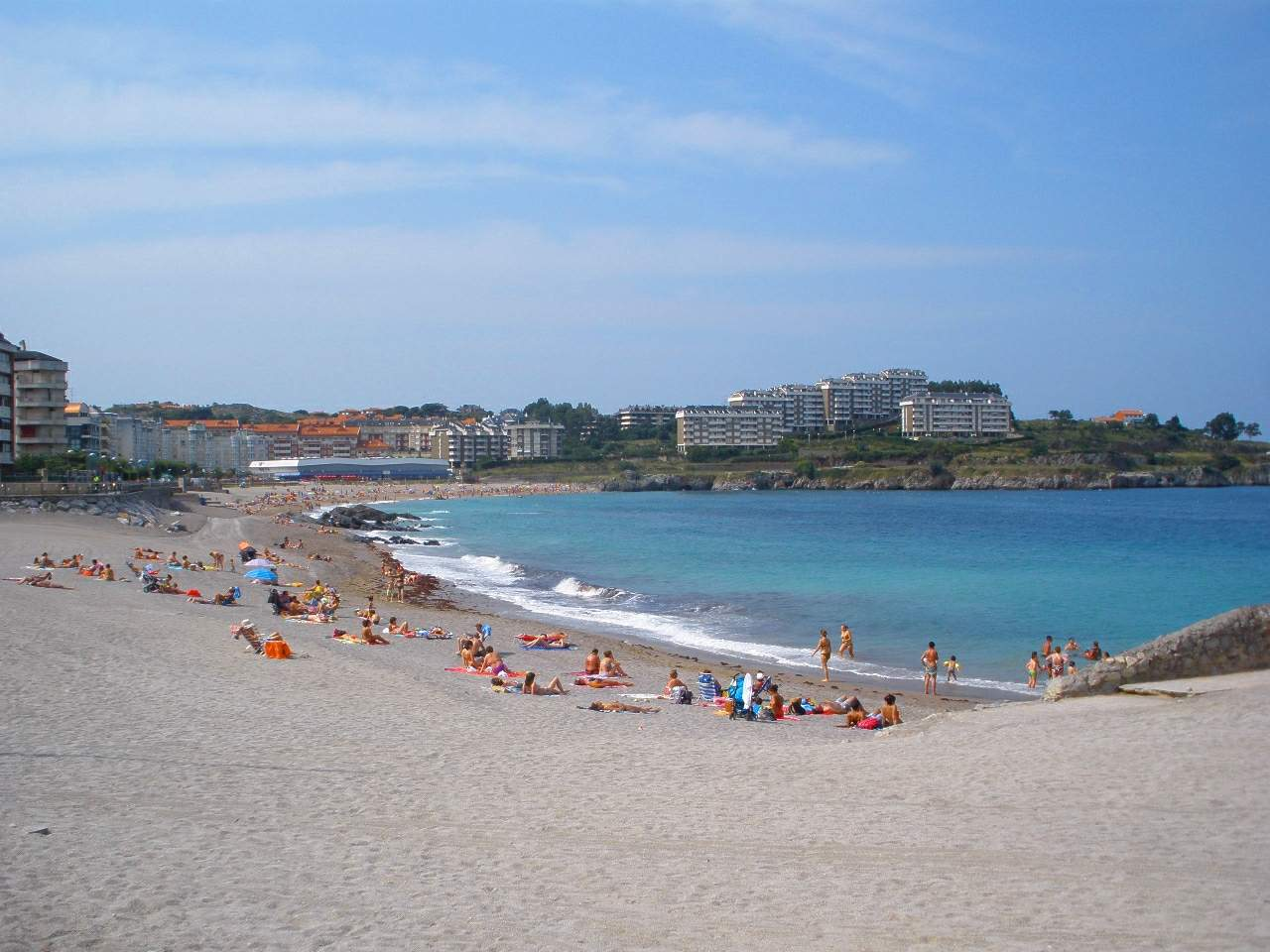
Strand van Ostende en Castro Urdiales.

Vanaf 1978 werden voorbereidingen getroffen voor de autonomie van de regio, die op 11 januari 1982 een feit werd. De grondslagen van de autonomie zijn geregeld in het Statuut van Autonomie van Cantabrië.

## Bestuurlijke indeling
De provincie Cantabrië bestaat uit tien comarca's die op hun beurt uit gemeenten bestaan. De comarca's van Cantabrië zijn:
- Asón-Agüera
- Besaya
- Campoo-Los Valles
- Costa Occidental
- Costa Oriental
- Liébana
- Saja-Nansa
- Santander
- Trasmiera
- Valles Pasiegos

Zie voor de gemeenten in Cantabrië de lijst van gemeenten in provincie Cantabrië.

## Demografische ontwikkeling
Bron: INE
Opm: Bevolkingscijfers in duizendtallen